# Sudamerlycaste costata
Sudamerlycaste costata là một loài thực vật có hoa trong họ Lan. Loài này được (Lindl.) Archila mô tả khoa học đầu tiên năm 2002.